# Dallas Reid
Dallas Reid (nació el 5 de abril de 1993) es una persona estadounidense que se dedica al doblaje de voz y trabaja para Funimation. Tuvo su debut en 2013, con su primer papel principal en 2015 con Kimito Kagurazaka en Ore ga Ojō-sama Gakkō ni "Shomin Sample" Toshite Rachirareta Ken. Otros de sus papeles importantes incluyen a Asta en Black Clover, Satoshi Fukube en Hyōka, Haruki Bando en Cheer Boys!! y Zack (Isaac Foster) en Satsuriku no Tenshi.

## Filmografía

### Doblaje de anime
| Año  | Título                                                           | Papel                          | Notas                     | Fuente       |
| ---- | ---------------------------------------------------------------- | ------------------------------ | ------------------------- | ------------ |
| 2013 | Hagure Yūsha no Estetica                                         | Ryohei Uesaki                  | Debut en anime            | [ 1 ]        |
| 2015 | Tokyo Ghoul                                                      | Kuramoto Ito                   |                           | [ 2 ]        |
| 2015 | Ore ga Ojō-sama Gakkō ni "Shomin Sample" Toshite Rachirareta Ken | Kimito Kagurazaka              |                           | [ 3 ]        |
| 2015 | Noragami Aragoto                                                 | Suzuha                         |                           | [ 4 ]        |
| 2016 | Netoge no Yome wa Onna no Ko Janai to Omotta?                    | Hideki Nishimura / Rusian      |                           | [ 5 ]        |
| 2016 | Hatsukoi Monster                                                 | Kazuo "Kaz" Noguchi            |                           | [ 6 ]        |
| 2016 | Handa-kun                                                        | Yukio Kondo                    |                           | [ 7 ]        |
| 2016 | Cheer Boys!!                                                     | Haruki Bando                   |                           | [ 8 ]        |
| 2016 | Hetalia: The World Twinkle                                       | Republic of Niko-Niko, Davie   |                           | [ 9 ]        |
| 2016 | Joker Game                                                       | Hatano                         |                           | [ 10 ]       |
| 2016 | Nanbaka                                                          | Seitarou Tanabata              |                           | [ 11 ]       |
| 2016 | All Out!!                                                        | Suwa                           |                           | [ 11 ]       |
| 2016 | Touken Ranbu: Hanamaru                                           | Yamatonokami Yasusada          |                           | [ 12 ]       |
| 2017 | Roku de Nashi Majutsu Kōshi to Akashic Records                   | Alf                            | Ep. 4                     | [ 13 ]       |
| 2017 | Sakura Quest                                                     | Yamada                         |                           | [ 14 ]       |
| 2017 | My Hero Academia                                                 | Juzo Honenuki, Nirengeki Shoda |                           | [ 15 ]       |
| 2017 | Ōshitsu Kyōshi Haine                                             | Max                            | Ep. 1                     | [ 13 ]       |
| 2017 | Tsugumomo                                                        | Nakajima                       | Ep. 5                     | [ 13 ]       |
| 2017 | Clockwork Planet                                                 | Naoto Miura                    |                           | [ 16 ]       |
| 2017 | Gosick                                                           | Ian Musgrave                   | Eps. 13 & 15              | [ 17 ]       |
| 2017 | Hyōka                                                            | Satoshi Fukube                 |                           | [ 18 ]       |
| 2017 | Yōkoso Jitsuryoku Shijō Shugi no Kyōshitsu e                     | Yosuke Hirata                  |                           | [ 19 ]       |
| 2017 | Dragon Ball Super                                                | Liquiir                        |                           | [ 2 ]        |
| 2017 | Tsurezure Children                                               | Jun Furuya                     | Assistant ADR Director    | [ 20 ]       |
| 2017 | ACCA: 13-ku Kansatsu-ka                                          | Canarii                        |                           | [ 2 ]        |
| 2017 | Ōsama Game The Animation                                         | Daisuke Tasaki                 |                           | [ 21 ]       |
| 2017 | Black Clover                                                     | Asta                           |                           | [ 21 ]       |
| 2017 | Star Blazers: Space Battleship Yamato 2199                       | Tetsuya Kitano                 |                           | [ 2 ]        |
| 2018 | Hakata Tonkotsu Ramens                                           | Shinohara                      |                           | [ 22 ]       |
| 2018 | Kakuriyo no Yadomeshi                                            | Hideyoshi                      |                           | [ 23 ]       |
| 2018 | Garo: Vanishing Line                                             | George                         | Ep. 12                    | [ 24 ]       |
| 2018 | Satsuriku no Tenshi                                              | Zack                           |                           | [ 25 ]       |
| 2018 | Lord of Vermilion: Guren no Ō                                    | Ikurō Owari                    |                           | [ 23 ]       |
| 2018 | Goblin Slayer                                                    | Male Elf 2                     |                           | [ 2 ]        |
| 2019 | Boogiepop y otros                                                | Tanaka, Additional Voices      | 7 episodios               | [ 26 ]       |
| 2019 | Kono Oto Tomare!                                                 | Tsuda                          |                           | [ 23 ]       |
| 2019 | Nichijō                                                          | Makoto Sakurai                 |                           | [ 2 ] [ 27 ] |
| 2019 | Arifureta Shokugyō de Sekai Saikyō                               | Will Cudeta                    |                           | [ 2 ]        |
| 2019 | Ensemble Stars!                                                  | Hiyori                         |                           | [ 28 ]       |
| 2019 | Mix                                                              | Tadashi (Imakawa)              |                           | [ 29 ]       |
| 2019 | Stand My Heroes                                                  | Natsuki Sugano                 |                           | [ 30 ]       |
| 2020 | A3                                                               | Haruto                         |                           | [ 31 ]       |
| 2021 | Shingeki no Kyojin                                               | Panzer Unit                    |                           | [ 2 ]        |
| 2021 | Kami-sama ni Natta Hi                                            | Hiroto Suzuki                  |                           | [ 32 ]       |
| 2021 | Megalobox 2: Nomad                                               | Bonjiri (mayor)                |                           | [ 33 ]       |
| 2021 | SSSS.Dynazenon                                                   | Yomogi                         |                           | [ 34 ]       |
| 2021 | Meikyū Black Company                                             |                                | Director de ADR           | [ 35 ]       |
| 2022 | Tensai Ōji no Akaji Kokka Saisei Jutsu                           | Wein Salema Arbalest           |                           | [ 36 ]       |
| 2022 | Heroines Run the Show                                            | Kotaro                         | Director asistente de ADR | [ 37 ]       |
| 2022 | Tsuki ga Michibiku Isekai Dōchū                                  | Makoto                         |                           | [ 38 ]       |
| 2022 | Spy × Family                                                     | Yuri Briar                     |                           | [ 39 ]       |
| 2022 | Yesterday wo Utatte                                              | Rou Hayakawa                   |                           | [ 38 ]       |
| 2023 | Ayaka: A Story of Bonds and Wounds                               | Yukito Yanagi                  |                           | [ 40 ]       |
| 2024 | Wind Breaker                                                     | Hayato Suō                     |                           | [ 41 ]       |
| 2024 | Delico's Nursery                                                 | Keith                          |                           | [ 42 ]       |
| 2024 | Kono Sekai wa Fukanzen Sugiru                                    | Yamanaka                       |                           | [ 43 ]       |

### Doblaje en películas
| Año  | Título                                 | Papel               | Notas | Fuente |
| ---- | -------------------------------------- | ------------------- | ----- | ------ |
| 2017 | One Piece Film: Gold                   | Gild Tesoro (joven) |       | [ 2 ]  |
| 2022 | One Piece Film: Red                    | Hanagasa            |       |        |
| 2023 | Black Clover: Sword of the Wizard King | Asta                |       | [ 2 ]  |
| 2023 | Psycho-Pass Providence                 | Arata Shindo        |       | [ 44 ] |
| 2024 | Spy x Family Code: White               | Yuri Briar          |       |        |

### Videojuegos
| Año  | Título        | Papel              | Notas | Fuente |
| ---- | ------------- | ------------------ | ----- | ------ |
| 2019 | Borderlands 3 | NOG, Silvan, Skrit |       | [ 2 ]  |